# Società Sportiva Matera Calcio 2016-2017
Questa voce raccoglie le informazioni riguardanti la Società Sportiva Matera Calcio nelle competizioni ufficiali della stagione 2016-2017.

## Stagione
Nella stagione 2016-2017 il Matera disputa il girone C del campionato di Lega Pro, allenato da Gaetano Auteri raccoglie 65 punti con il terzo posto finale. Disputa i Play-off, senza molta fortuna, entra in scena nella seconda fase, ma perde nel doppio confronto con il Cosenza, (2-1) in Calabria e (1-1) al Franco Salerno. Il pugliese Maikol Negro ha firmato 17 reti in campionato.

## Divise e sponsor
Lo sponsor tecnico per la stagione 2016-2017 è Frankie Garage Sport, mentre lo sponsor ufficiale è Tradeco.
| Casa | Trasferta | Terza divisa |

## Organigramma societario
Area direttiva
- Presidente: Saverio Columella

Area tecnica
- Allenatore: Gaetano Auteri
- Allenatore in seconda:  Lorenzo Cassia
- Preparatore atletico: Giuseppe Di Mauro
- Preparatore dei portieri: Luca Aprile

Area sanitaria
- Medici sociali: Cosimo Piazzola
- Fisioterapista: Roberto Ostuni
- Massofisioterapista: Alessandro Grassi
- Infermiere: Giuseppe Lorito

## Rosa
| N. |                    | Ruolo | Calciatore                 |
| -- | ------------------ | ----- | -------------------------- |
| 1  | Italia (bandiera)  | P     | Marino Bifulco             |
| 2  | Italia (bandiera)  | D     | Stefano Scognamillo        |
| 3  | Italia (bandiera)  | D     | Giuseppe Mattera           |
| 4  | Italia (bandiera)  | C     | Francesco De Rose          |
| 5  | Italia (bandiera)  | D     | Ciro De Franco             |
| 6  | Italia (bandiera)  | D     | Matteo Piccinni            |
| 6  | Italia (bandiera)  | D     | Davide Bertoncini          |
| 7  | Brasile (bandiera) | A     | Adriano Louzada            |
| 8  | Italia (bandiera)  | C     | Gaetano Iannini (capitano) |
| 9  | Italia (bandiera)  | A     | Saveriano Infantino        |
| 10 | Italia (bandiera)  | A     | Nicola Strambelli          |
| 11 | Italia (bandiera)  | D     | Gennaro Armeno             |
| 12 | Italia (bandiera)  | P     | Andrea D'Egidio            |
| 13 | Italia (bandiera)  | D     | Antonio Meola              |
| 14 | Italia (bandiera)  | C     | Romeo Papini               |
| 15 | Camerun (bandiera) | C     | Joss Didiba                |

| N. |                    | Ruolo | Calciatore          |
| -- | ------------------ | ----- | ------------------- |
| 16 | Italia (bandiera)  | A     | Gaetano Dammacco    |
| 17 | Italia (bandiera)  | C     | Felice Taccogna     |
| 18 | Italia (bandiera)  | A     | Saverio Dellino     |
| 19 | Brasile (bandiera) | A     | Francisco Sartore   |
| 20 | Italia (bandiera)  | A     | Mirko Carretta      |
| 21 | Italia (bandiera)  | C     | Marco Armellino     |
| 22 | Italia (bandiera)  | P     | Fabrizio Alastra    |
| 22 | Italia (bandiera)  | P     | Andrea Tozzo        |
| 23 | Italia (bandiera)  | D     | Giovanni Di Lorenzo |
| 25 | Italia (bandiera)  | P     | Michele Biscarini   |
| 26 | Italia (bandiera)  | C     | Francesco Salandria |
| 27 | Italia (bandiera)  | C     | Giacomo Casoli      |
| 28 | Italia (bandiera)  | D     | Gianmarco Ingrosso  |
| 29 | Italia (bandiera)  | A     | Maikol Negro        |
| 36 | Italia (bandiera)  | D     | Nicolò Gigli        |
| 39 | Italia (bandiera)  | A     | Eric Lanini         |

## Calciomercato

### Sessione estiva(dal 01/07 al 31/08)
| Acquisti | Acquisti          | Acquisti       | Acquisti   |
| R.       | Nome              | da             | Modalità   |
| -------- | ----------------- | -------------- | ---------- |
| P        | Fabrizio Alastra  | Palermo        | prestito   |
| P        | Andrea D'Egidio   | Ascoli         | prestito   |
| D        | Nicolò Gigli      | Fiorentina     | prestito   |
| D        | Giuseppe Mattera  | Benevento      | definitivo |
| C        | Romeo Papini      | Lecce          | svincolato |
| A        | Adriano Louzada   | Internacional  | definitivo |
| A        | Maikol Negro      | Casertana      | definitivo |
| A        | Francisco Sartore | Lucchese       | definitivo |
| A        | Nicola Strambelli | Fidelis Andria | svincolato |

| Cessioni | Cessioni             | Cessioni   | Cessioni      |
| R.       | Nome                 | a          | Modalità      |
| -------- | -------------------- | ---------- | ------------- |
| D        | Gabriele Rolando     | Sampdoria  | fine prestito |
| D        | Pietro Salcone       | Muravera   | svincolato    |
| D        | Giovanni Tomi        |            | svincolato    |
| D        | Andrea Zaffagnini    | Fondi      | svincolato    |
| D        | Andrea Zanchi        | Perugia    | fine prestito |
| C        | Santo D'Angelo       | Fondi      | prestito      |
| C        | Francesco Pagliarini | Poggibonsi | svincolato    |
| A        | Diego Albadoro       | Fondi      | definitivo    |
| A        | Antonio Gammone      | Melfi      | svincolato    |

### Operazioni tra le due sessioni
| Acquisti | Acquisti          | Acquisti | Acquisti   |
| R.       | Nome              | da       | Modalità   |
| -------- | ----------------- | -------- | ---------- |
| P        | Michele Biscarini |          | svincolato |

| Cessioni | Cessioni | Cessioni | Cessioni |
| R.       | Nome     | a        | Modalità |
| -------- | -------- | -------- | -------- |

### Sessione invernale(dal 03/01 al 31/01)
| Acquisti | Acquisti            | Acquisti  | Acquisti   |
| R.       | Nome                | da        | Modalità   |
| -------- | ------------------- | --------- | ---------- |
| P        | Andrea Tozzo        | Sampdoria | prestito   |
| D        | Gennaro Armeno      | Novara    | prestito   |
| D        | Davide Bertoncini   | Frosinone | definitivo |
| C        | Joss Didiba         | Perugia   | prestito   |
| C        | Francesco Salandria | Akragas   | definitivo |
| A        | Eric Lanini         | Juventus  | prestito   |

| Cessioni | Cessioni         | Cessioni | Cessioni      |
| R.       | Nome             | a        | Modalità      |
| -------- | ---------------- | -------- | ------------- |
| P        | Fabrizio Alastra | Palermo  | fine prestito |
| D        | Matteo Piccinni  | Gubbio   | definitivo    |

## Risultati

### Lega Pro

#### Girone d'andata
| Arbitro: | Amoroso (Paola) |

|              |           |                      |
| Stendardo 9’ | Marcatori | 67’ (rig.) Infantino |

| Arbitro: | Panarese (Lecce) |

|                             |           |               |
| Armellino 9’ Strambelli 10’ | Marcatori | 50’ Cicerelli |

| Arbitro: | Pillitteri (Palermo) |

|                                |           |                     |
| Infantino 28’ Negro 70’, 90+4’ | Marcatori | 47’ Mungo 53’ Pinna |

| Arbitro: | Capone (Palermo) |

|  |           |             |
|  | Marcatori | 61’ Iannini |

| Matera 18 settembre 2016, ore 20:30 CEST 5ª giornata | Matera                  | 0 – 0 referto | Catania | Stadio XXI Settembre-Franco Salerno (3 492 spett.)\| Arbitro: \| Paolini (Ascoli Piceno) \| |
| Arbitro:                                             | Paolini (Ascoli Piceno) |               |         |                                                                                             |

| Arbitro: | Volpi (Arezzo) |

|             |           |                                             |
| Pastore 85’ | Marcatori | Armellino 20’, 28’ Negro 73’ Strambelli 90’ |

| Arbitro: | Ranaldi (Tivoli) |

|               |           |            |
| Armellino 43’ | Marcatori | 87’ Mazzeo |

| Arbitro: | Perotti (Legnano) |

|                  |           |             |
| Catania 65’, 70’ | Marcatori | 63’ Iannini |

| Arbitro: | Dionisi (L'Aquila) |

|                                                 |           |  |
| Negro 45’ Iannini 60’ Sartore 87’ De Rose 90+4’ | Marcatori |  |

| Arbitro: | Robilotta (Sala Consilina) |

|                         |           |                                                                          |
| Porcino 32’ Coralli 50’ | Marcatori | 6’ (rig.) Ingrosso 28’, 39’ Negro 75’ Carretta 89’ Iannini 90+2’ Adriano |

| Arbitro: | Massimi (Termoli) |

|                                                         |           |           |
| Negro 4’ (rig.) Strambelli 43’ Thiago Cazé 90+4’ (aut.) | Marcatori | 79’ Gomez |

| Messina 6 novembre 2016, ore 20:30 CET 12ª giornata | Messina                 | 0 – 0 referto | Matera | Stadio San Filippo (2 000 spett.)\| Arbitro: \| Mastrodonato (Molfetta) \| |
| Arbitro:                                            | Mastrodonato (Molfetta) |               |        |                                                                            |

| Matera 13 novembre 2016, ore 20:30 CET 13ª giornata | Matera          | 0 – 0 referto | Fondi | Stadio XXI Settembre-Franco Salerno (3 240 spett.)\| Arbitro: \| Sozza (Seregno) \| |
| Arbitro:                                            | Sozza (Seregno) |               |       |                                                                                     |

| Arbitro: | Prontera (Bologna) |

|         |           |  |
| Aya 44’ | Marcatori |  |

| Arbitro: | Amoroso (Paola) |

|                        |           |                         |
| Iannini 10’ Casoli 79’ | Marcatori | 28’ Capodaglio 50’ Lisi |

| Arbitro: | Zanonato (Vicenza) |

|  |           |                                        |
|  | Marcatori | 19’ Negro 42’ Armellino 58’ Strambelli |

| Arbitro: | Fourneau (Roma 1) |

|                                           |           |                                 |
| Armellino 48’ Negro 66’ Carretta 71’, 80’ | Marcatori | 85’ (rig.) Giannone 88’ Orlando |

| Arbitro: | Viotti (Tivoli) |

|            |           |                                     |
| Genchi 52’ | Marcatori | 13’ Armellino 30’ Iannini 70’ Meola |

| Arbitro: | Zingarelli (Siena) |

|                                                                        |           |  |
| Negro 5’, 32’ (rig.) Carretta 7’, 53’ Strambelli 14’ Foggia 80’ (aut.) | Marcatori |  |

#### Girone di ritorno
| Arbitro: | Valiante (Salerno) |

|                 |           |  |
| Casoli 45’, 50’ | Marcatori |  |

| Arbitro: | Paolini (Ascoli Piceno) |

|             |           |              |
| Herrera 63’ | Marcatori | 38’ Ingrosso |

| Arbitro: | Pagliardini (Arezzo) |

|                         |           |                            |
| Caccetta 37’ Baclet 56’ | Marcatori | 45’, 87’ Negro 67’ Mattera |

| Arbitro: | D'Apice (Arezzo) |

|              |           |  |
| Ingrosso 47’ | Marcatori |  |

| Arbitro: | Massimi (Termoli) |

|                                   |           |  |
| Pozzebon 28’ Armellino 58’ (aut.) | Marcatori |  |

| Arbitro: | Robilotta (Sala Consilina) |

|                         |           |                                |
| Carretta 55’ Lanini 79’ | Marcatori | 30’, 77’ N'Zola 48’ Alessandro |

| Arbitro: | Piscopo (Imperia) |

|                                        |           |             |
| Agazzi 20’ Deli 35’ Mattera 40’ (aut.) | Marcatori | 77’ Iannini |

| Arbitro: | Maggioni (Lecco) |

|  |           |                                                  |
|  | Marcatori | 45+2’ Paulo 61’ Turati 89’ Persano 90+3’ Catania |

| Arbitro: | Zanonato (Vicenza) |

|                                     |           |            |
| Giovinco 35’, 77’ (rig.) Icardi 72’ | Marcatori | 64’ Lanini |

| Arbitro: | Mei (Pesaro) |

|                                |           |  |
| Di Lorenzo 9’ Negro 28’ (rig.) | Marcatori |  |

| Arbitro: | Marchetti (Ostia) |

|                    |           |  |
| Cocuzza 57’ (rig.) | Marcatori |  |

| Arbitro: | Strippoli (Bari) |

|                                                            |           |                |
| Mattera 9’ Lanini 29’ Salandria 48’ Casoli 62’ Sartore 82’ | Marcatori | 58’ Gladestony |

| Arbitro: | Miele (Torino) |

|             |           |             |
| Gambino 26’ | Marcatori | 55’ De Rose |

| Matera 5 aprile 2017, ore 18:30 CEST 33ª giornata | Matera                  | 0 – 0 referto | Fidelis Andria | Stadio XXI Settembre-Franco Salerno (2 000 spett.)\| Arbitro: \| Luciano (Lamezia Terme) \| |
| Arbitro:                                          | Luciano (Lamezia Terme) |               |                |                                                                                             |

| Arbitro: | Guccini (Albano Laziale) |

|            |           |                            |
| Marotta 7’ | Marcatori | 28’ Liviero 90+3’ Carretta |

| Arbitro: | Perotti (Legnano) |

|           |           |                    |
| Negro 28’ | Marcatori | 65’ Costa Ferreira |

| Arbitro: | Viotti (Tivoli) |

|                                          |           |             |
| Corado 10’ (rig.) Rajčić 33’ Ciotola 41’ | Marcatori | 3’ Dammacco |

| Arbitro: | Chindemi (Viterbo) |

|               |           |             |
| Armellino 27’ | Marcatori | 84’ Montini |

| Arbitro: | Di Gioia (Nola) |

|  |           |                                            |
|  | Marcatori | 6’ Ingrosso 50’ (rig.) Negro 74’ Armellino |

#### Play-off
| Arbitro: | Giua (Olbia) |

|                           |           |                  |
| Blondett 22’ Statella 70’ | Marcatori | 32’ (rig.) Negro |

| Arbitro: | Paolini (Ascoli Piceno) |

|                |           |               |
| Di Lorenzo 90’ | Marcatori | 33’ Mendicino |

### Coppa Italia

#### Turni eliminatori
| Matera 31 luglio 2016, ore 20:30 CEST Primo turno | Matera             | 3 – 0 (a tavolino) referto | Caronnese | Stadio XXI Settembre-Franco Salerno (2 500 spett.)\| Arbitro: \| Valiante (Salerno) \| |
| Arbitro:                                          | Valiante (Salerno) |                            |           |                                                                                        |

| Arbitro: | Baroni (Firenze) |

|            |           |  |
| Paponi 19’ | Marcatori |  |

### Coppa Italia Lega Pro
| Arbitro: | Fiorini (Frosinone) |

|                                     |           |             |
| Iannini 23’ Strambelli 90+1’ (rig.) | Marcatori | 52’ Persano |

| Arbitro: | Camplone (Pescara) |

|  |           |              |
|  | Marcatori | 15’ Carretta |

| Arbitro: | Balice (Termoli) |

|  |           |           |
|  | Marcatori | 15’ Negro |

| Arbitro: | Dionisi (L'Aquila) |

|            |           |  |
| Casoli 75’ | Marcatori |  |

| Arbitro: | Mantelli (Brescia) |

|                     |           |                     |
| Ricci 11’ Zampa 27’ | Marcatori | 52’ Gigli 61’ Negro |

| Arbitro: | Pillitteri (Palermo) |

|           |           |  |
| Negro 45’ | Marcatori |  |

| Arbitro: | Fourneau (Roma 1) |

|                                   |           |                |
| Moreo 27’ Fabiano 33’ Ferrari 60’ | Marcatori | 58’ Strambelli |

## Statistiche

### Statistiche di squadra
| Competizione          | Punti | In casa | In casa | In casa | In casa | In casa | In casa | In trasferta | In trasferta | In trasferta | In trasferta | In trasferta | In trasferta | Totale | Totale | Totale | Totale | Totale | Totale | DR  |
| Competizione          | Punti | G       | V       | N       | P       | Gf      | Gs      | G            | V            | N            | P            | Gf           | Gs           | G      | V      | N      | P      | Gf     | Gs     | DR  |
| --------------------- | ----- | ------- | ------- | ------- | ------- | ------- | ------- | ------------ | ------------ | ------------ | ------------ | ------------ | ------------ | ------ | ------ | ------ | ------ | ------ | ------ | --- |
| Lega Pro              | 65    | 19      | 10      | 7       | 2       | 39      | 19      | 19           | 8            | 4            | 7            | 32           | 25           | 38     | 18     | 11     | 9      | 71     | 44     | +27 |
| Coppa Italia          | -     | 1       | 1       | 0       | 0       | 3       | 0       | 1            | 0            | 0            | 1            | 0            | 1            | 2      | 1      | 0      | 1      | 3      | 1      | +2  |
| Coppa Italia Lega Pro | -     | 3       | 3       | 0       | 0       | 4       | 1       | 4            | 2            | 1            | 1            | 5            | 5            | 7      | 5      | 1      | 1      | 9      | 6      | +5  |
| Totale                | 65    | 23      | 13      | 7       | 2       | 46      | 20      | 24           | 10           | 5            | 9            | 37           | 31           | 47     | 24     | 12     | 11     | 83     | 51     | +34 |